# David Riesman
David Riesman (Philadelphia, 22. rujna 1909. – Binghamton, 10. svibnja 2002.), američki pravnik i sociolog.

## Životopis
Bio je profesor i zatim profesor emeritus društvenih znanosti na Sveučilištu Harvardu, Cambridge, Massachusetts (Sjedinjene Američke Države). Njegovo najpoznatije djelo je studija o američkm društvu poslije Drugog svjetskog rata The Lonely Crowd: A Study of the Changing American Character (Usamljena gomila), objavljeno 1950. godine. Tom je studijom postao jedan od najutjecajnijih američkih sociologa druge polovice 20. stoljeća. S 1,4 milijuna prodanih primjeraka u SAD, to je najprodavanija sociološka knjiga u povijesti.

## Usamljena gomila
Pojam usamljena gomila postao je svojina popularne kulture, pojavljuje se i u pjesmi Boba Dylana iz 1967. godine, "I Shall Be Released" ("Standing next to me in this lonely crowd/Is a man who swears he's not to blame.") a Riesmanu donosi naslovnicu magazina Time. Postao je opća oznaka za otuđenje pojedinca u razvijenom urbanom potrošačkom društvu (kasnije nazvanom post-industrijsko) u kojem raste moć velikih organizacija, država i korporacija, koje upravljaju životima pojedinaca. Riesman je razvio tipologiju psiho-socijalnih stanja pojedinca. U pred-industrijskom društvu pojedinac je usmjeren tradicijom (tradition-directed). Drugi tip osobe usmjeren je iznutra, vrijednostima i navikama koje su mu usađene u djetinjstvu (inner-directed). 
Razvijeno postindustrijsko društvo, iako govori o slobodi, stvara novi posve ovisan tip čovjeka, ovisnog o drugima (other-directed type), čiji je život zarobljen uskim i automatiziranim navikama njegova društvenog sloja, statusa, grupe. Kao jedinka, takav je čovjek bespomoćan, usamljen u gomili bezličnih pojedinaca. Riesmanova tipologija postala je vrlo utjecajna za dalja sociološka istraživanja, pa i pomodna među širom publikom.

## Podrška Hrvatskoj
Napisao je vrlo pohvalni predgovor za knjigu Tajni rat Srbije, čiji je autor Philip J. Cohen, izdanu 1996. godine.
Povodom izlaska Cohenove knjige, Vasilije Todorović, public affairs officer organizacije američkih Srba "SAVA" napisao je Otvoreno pismo profesoru Riesmanu. Zanimljivo ga je pročitati kao primjer upornog ustrajanja srpske propagande na besmislenim preuveličavanjima, nerelevantnim činjenicama i grubim lažima.

## Djela
Nepotpun popis djela:
- The lonely crowd: a study of the changing American character, Yale University Press, New Haven, 1950. (zajedno s Nathanom Glazerom i Reuelom Denneyjem), (srp. izd. Usamljena gomila, Nolit, Beograd, 1965., Usamljena gomila: Studija o promeni američkog karaktera, Mediterran Publishing, Novi Sad, 2007.)
- Faces in the crowd: individual studies in character and politics, Yale University Press, New Haven, 1952.
- Thorstein Veblen, a critical interpretation, Scribner, New York, 1953.
- Individualism reconsidered, and other essays, Free Press, Glencoe, Ill., 1954.
- Conversations in Japan: modernization, politics, and culture, Basic Books, New York, 1967. (suautorica Evelyn Thompson Riesman)
- Abundance for what? And other essays, Doubleday, Garden City, N.Y., 1964.
- The Academic Revolution, Doubleday, Garden City, N.Y., 1968. (suautor Christopher Jencks)
- On higher education: the academic enterprise in an era of rising student consumerism, Jossey-Bass, San Francisco, 1980.

## Zanimljivost
- Naslov za Riesmanovu knjigu The lonely crowd je smislilo izdavač, u posljednjim trenutcima prije tiskanja knjige, i ta se fraza uopće ne pojavljuje u knjizi.[5]

## Vanjske poveznice
- (engl.) Kratka biografija Davida Riesmana povodom njegove smrti
- (engl.) Jedan prikaz o značenju knjige "usamljena gomila" iz 2001.